# L'uccello dalle piume di cristallo
L'uccello dalle piume di cristallo (Brasil: O Pássaro das Plumas de Cristal / As Plumas de Cristal ) é um filme giallo de 1970, escrito e dirigido por Dario Argento em sua estreia na direção. O longa-metragem é estrelado por Tony Musante como um escritor americano em Roma que testemunha um serial killer atacando mulheres e tenta descobrir a identidade do assassino antes que ele se torne a próxima vítima. O elenco também conta com Suzy Kendall, Enrico Maria Salerno, Eva Renzi, Umberto Raho e Mario Adorf.
Uma coprodução da Itália com a Alemanha Ocidental, L'uccello dalle piume di cristallo é o primeiro daquilo que foi chamado de "Trilogia Animal" temática do diretor, junto com seus dois próximos giallo:  Il gatto a nove code (1971) e Quattro mosche di velluto grigio (1972). O roteiro de Argento toma emprestado generosamente o enredo do romance de Fredric Brown lançado em 1949, The Screaming Mimi, que havia sido previamente adaptado para um filme americano de 1958.
Um sucesso comercial e de crítica em seu lançamento, L'uccello dalle piume di cristallo foi creditado por popularizar o giallo para fora da Itália e lançou a carreira de Argento como cineasta.

## Sinopse
Sam Dalmas (Tony Musante) é um escritor americano que está na Itália buscando inspiração para um novo livro. Ao mesmo tempo, um maníaco mata mulheres na Itália. Quando Sam presencia a tentativa de assassinato do que seria uma das vítimas do maníaco, Monica Ranieri (Eva Renzi), ele tenta investigar sozinho, junto com sua namorada Julia (Suzy Kendall), sem perceber que o assassino era o menos provável.

## Elenco
- Tony Musante.........Sam Dalmas
- Suzy Kendall.........Julia
- Enrico Maria Salerno.Inspetor Morosini
- Eva Renzi............Monica Ranieri
- Umberto Raho.........Alberto Ranieri
- Renato Romano........Professor Carlo Dover
- Quiseppe Castellano..Monti
- Mario Adorf..........Berto Consalvi
- Pino Patti...........Faiena
- Gildo di Marco.......Garullo
- Rosita Torosh........4ª vítima
- Omar Borano..........Detetive de polícia
- Fulvio Mingozzi......Detetive de polícia
- Werner Peters........Antiquário
- Keren Velenti........Tina, 5ª vítima

## Influências
Embora Dario Argento seja creditado como o único roteirista do filme, o enredo inspira-se no romance de 1949 The Screaming Mimi do escritor americano Fredric Brown. Argento foi inicialmente exposto ao livro através do diretor Bernardo Bertolucci, que estava considerando comprar os direitos para realizar uma adaptação. Entre as mudanças que Argento fez na sua adaptação estavam uma mudança de local de Chicago para Roma, tornando a assassina a esposa de um negociante de arte em vez de uma dançarina exótica, e tendo a obra de arte que a desencadeia sendo uma pintura ao invés de uma estatueta. Anteriormente, já havia uma versão cinematográfica do livro intitulada de Screaming Mimi (1958), dirigido por Gerd Oswald.
Acredita-se que a história tenha sido influenciada pelo também giallo mas do Mario Bava; La ragazza che sapeva troppo (1963), que também envolve uma testemunha de assassinato que mais tarde percebe que a pessoa que eles tomaram como vítima era na verdade o perpetrador. A roupa do serial killer, uma capa de chuva preta, chapéu e luvas que se tornaria um tropo padrão do gênero foi introduzida pela primeira vez em Sei donne per l'assassino (1964) também do Bava.

## Produção

### Desenvolvimento
Dario Argento foi apresentado ao romance de Brown por seu amigo Bernardo Bertolucci que havia adquirido os direitos do romance de Brown e pretendia dirigir ele mesmo uma adaptação cinematográfica. Argento escreveu o roteiro durante várias semanas de férias na Tunísia. O magnata do Titanus, Goffredo Lombardo, optou em investir no longa-metragem após ficar impressionado com o roteiro do filme Metti, una sera a cena (1969).
Inicialmente o diretor não tinha intenção de dirigir o filme, mas depois que vários diretores, incluindo Duccio Tessari e Terence Young recusaram, Argento decidiu fazê-lo sozinho e chamou seu pai Salvatore para produzir. Ele e seu assistente Aldo Lado reescreveram pesadamente o script durante as filmagens, de modo que tornou-se cada vez menos diretamente vinculado ao romance de Brown.

### Escolha de Elenco
O ator Ítalo-americano Tony Musante foi escalado para o papel principal, após ele ter atuado anteriormente em Metti, una sera a cena (1969). Segundo o cineasta, o relacionamento deles era tenso, já que a sensibilidade de atuação de metódo de Musante entrava em conflito com a estilização técnica da direção de Argento.
Por meio de um acordo de coprodução com o estúdio da alemão ocidental CCC Film o filme usou os atores alemães Eva Renzi, Mario Adorf e Werner Peters. O intérprete austríaco Reggie Nalder, conhecido pelo papel de um assassino de aluguel no longa-metragem O Homem que Sabia Demais (1956) de Alfred Hitchcock, foi escolhido depois que Argento o viu filmando um programa de TV americano em Roma.

### Filmagem e Pós-Produção
As filmagens ocorreram principalmente em locações de Roma, principalmente no bairro Flaminio. As cenas de estúdio foram filmadas nos estúdios do INCIR De Paolis. Enquanto a sequência no hipódromo foi filmada no Hipódromo de Agnano, em Nápoles. A inexperiência de Argento como diretor quase o levou a ser demitido e substituído por Lombardo no meio da produção, mas graças ao seu contrato fixo ele conseguiu concluir o filme.
Para acomodar o elenco internacional e facilitar a distribuição em inglês, o longa-metragem foi encenado principalmente em inglês, com todos os diálogos dublados. A versão em inglês foi supervisionada por Robert Rietti com Tony Musante e Suzy Kendall interpretando suas próprias dublagens em língua inglesa. Enquanto a versão italiana foi supervisionada por Mimmo Palmara.

#### Trilha Sonora
A trilha sonora de L'uccello dalle piume di cristallo foi composta por Ennio Morricone em sua primeira incursão em um filme giallo e sua primeira das cinco colaborações com Dario Argento.

## Lançamento
L'uccello dalle piume di cristallo foi lançado no Gloria-Palast em Berlim na Alemanha, em 24 de junho de 1970 com 94 minutos de duração. Neste mesmo país o marketing do longa-metragem foi comercializa-lo como uma adaptação de Bryan Edgar Wallace. Enquanto no Reino Unido sob o título "The Gallery Murders".

### Resposta crítica
O longa-metragem foi relativamente bem recebido pelos críticos. Roger Greenspun do The New York Times escreveu que o filme "tem a energia para sustentar sua elaboração e a decência para exibir seus dispositivos com estilo. Algo de cada um de seus melhores modelos permaneceu, e é agradável redescobrir velhos horrores em uma decoração nova e bonita". Americanos compararam L'uccello dalle piume di cristallo com os thrillers de Alfred Hitchcock (desfavoralvemente ou não). Roger Ebert que deu ao filme três de quatro estrelas, escrevendo: "é um [thriller] muito bom", mas que "seus sustos estão em um nível muito mais básico do que em, digamos, um thriller de Hitchcock".
No site agregador de críticas Rotten Tomatoes, o filme tem uma taxa de aprovação de 85%, com base em 40 avaliações, com uma média de 7,5/10. O consenso dos críticos do site diz: "Combinando um enredo de suspense mortal com a violência estilizada que se tornaria sua marca registrada, The Bird with the Crystal Plumage marcou uma estreia impressionante no terror para Dario Argento". O longa-metragem ficou em 272º lugar na lista dos "500 Maiores Filmes de Todos os Tempos" da revista Empire.

### Mídia doméstica
A Blue Underground lançou o filme em Blu-ray em 24 de fevereiro de 2009. As especificações técnicas incluíam uma apresentação em BD-50 de camada dupla com vídeo 1080p remasterizado e faixas de áudio em inglês em DTS-HD Lossless Master Audio 7.1 Surround e Dolby TrueHD 7.1 Surround, além do recurso de áudio original em italiano. O longa-metragem está fora de catálogo. A VCI anunciou em sua página do Facebook que planeja relançar a obra em Blu-ray em breve, sendo então previsto para 12 de setembro de 2013.

### Impacto
L'uccello dalle piume di cristallo foi creditado como um marco significativo na revitalização do giallo. O gênero era até então considerado pelo menos ultrapassado desde o filme de 1963 de Mario Bava La ragazza che sapeva troppo, tornando o longa-metragem do Dario Argento o primeiro a alcançar sucesso crítico e financeiro significativo. L'uccello dalle piume di cristallo gerou uma nova "moda" entre seu gênero cinematográfico com títulos prolixos semelhantes envolvendo animais como La tarantola dal ventre nero (1971), L'iguana dalla lingua di fuoco (1971) e Non si sevizia un paperino (1972). A canção "Piume di Cristallo" parte da trilha sonora do filme escrita por Ennio Morricone foi reutilizada no filme Grindhouse (2007) de Quentin Tarantino, na sequência em que Kurt Russell espia as garotas no estacionamento.